# Wendy Crewson
Wendy Jane Crewson (Hamilton, 9 maggio 1956) è un'attrice canadese.

## Biografia
Nasce a Hamilton, Ontario, figlia di June Doreen e Robert Binnie Crewson. Frequenta la Queen University a Kingston, Ontario, dove vince il prestigioso Premio Lorne Greene per lavorare in teatro. Dopo studia alla Webber Douglas Accademia di Arte Drammatica a Londra. È stata sposata dal 1988 al 2009 con l'attore Michael Murphy, dal quale ha avuto due figli: Maggie (1989) e Jack (1992). Dal 2007 al 2008 è nel cast della serie televisiva ReGenesis, nel ruolo della dottoressa Rachel Woods.

## Filmografia parziale

### Cinema
- Mark of Cain, regia di Bruce Pittman (1985)
- Un medico, un uomo (The Doctor), regia di Randa Haines (1991)
- L'innocenza del diavolo (The Good Son), regia di Joseph Ruben (1993)
- Una moglie per papà (Corrina, Corrina), regia di Jessie Nelson (1994)
- Santa Clause (The Santa Clause), regia di John Pasquin (1994)
- A Gillian, per il suo compleanno (To Gillian on Her 37th Birthday), regia di Michael Pressman (1996)
- Air Force One, regia di Wolfgang Petersen (1997)
- Istinti criminali (Gang Related), regia di Jim Kouf (1997)
- Meglio del cioccolato (Better Than Chocolate), regia di Anne Wheeler (1999)
- Escape Velocity, regia di Lloyd A. Simandl (1999)
- L'uomo bicentenario (Bicentennial Man), regia di Chris Columbus (1999)
- Mercy - Senza pietà (Mercy), regia di Damian Harris (2000)
- Le verità nascoste (What Lies Beneath), regia di Robert Zemeckis (2000)
- Il sesto giorno (The 6th Day), regia di Roger Spottiswoode (2000)
- Suddenly Naked, regia di Anne Wheeler (2001)
- Perfect Pie, regia di Barbara Willis Sweete (2002)
- Che fine ha fatto Santa Clause? (The Santa Clause 2), regia di Michael Lembeck (2002)
- In ostaggio (The Clearing), regia di Pieter Jan Brugge (2004)
- Pigeon, regia di Anthony Green - cortometraggio (2004)
- Niagara Motel, regia di Gary Yates (2005)
- 8 amici da salvare (Eight Below), regia di Frank Marshall (2006)
- The Covenant, regia di Renny Harlin (2006)
- Away from Her - Lontano da lei (Away from Her), regia di Sarah Polley (2006)
- Chi ama la domenica (Who Loves the Sun), regia di Matt Bissonnette (2006)
- Santa Clause è nei guai (The Santa Clause 3: The Escape Clause), regia di Michael Lembeck (2006)
- Il risveglio delle tenebre (The Seeker: The Dark Is Rising), regia di David L. Cunningham (2007)
- Guida alla morte per principianti (A Beginner's Guide to Endings), regia di Jonathan Sobol (2010)
- Winnie Mandela, regia di Darrell Roodt (2011)
- La memoria del cuore (The Vow), regia di Michael Sucsy (2012)
- Room, regia di Lenny Abrahamson (2015)
- Il giustiziere della notte - Death Wish (Death Wish), regia di Eli Roth (2018)
- The Nest - L'inganno (The Nest), regia di Sean Durkin (2020)
- The Kid Detective, regia di Evan Morgan (2020)

### Televisione
- Labirinti e mostri (Maze & Monsters), regia di Steven Hilliard Stern – film TV (1982)
- Assassinio nello spazio (Murder in Space), regia di Steven Hilliard Stern – film TV (1985)
- Heartsounds, regia di Glenn Jordan – film TV (1984)
- A Hobo's Christmas, regia di Will Mackenzie – film TV (1987)
- At the End of the Day: The Sue Rodriguez Story, regia di Sheldon Larry – film TV (1998)
- Deadly Appearances, regia di George Bloomfield – film TV (2000)
- Criminal Instincts – serie TV, 12 episodi (2000-2003)
- The Piano Man's Daughter, regia di Kevin Sullivan – film TV (2003)
- Jack – film TV, regia di Lee Rose (2004)
- ReGenesis – serie TV, 24 episodi (2007-2008)
- I misteri di Murdoch (Murdoch Mysteries) - serie TV, episodio 7x13 (2014)
- Slasher – serie TV, 8 episodi (2016)
- Saving Hope – serie TV, 39 episodi (2012-2017)
- Frankie Drake Mysteries – serie TV, 13 episodi (2017-2021)
- Departure - serie TV, 6 episodi (2020)
- Good Sam – serie TV, 13 episodi (2022)

## Doppiatrici italiane
Nelle versioni in italiano delle opere in cui ha recitato, Wendy Crewson è stata doppiata da:
- Francesca Draghetti in Santa Clause, Che fine ha fatto Santa Clause?, Santa Clause è nei guai, La memoria del cuore
- Roberta Paladini in L'innocenza del diavolo, Una moglie per papà
- Tiziana Avarista in L'uomo bicentenario, Mercy - senza pietà
- Anna Rita Pasanisi in Air Force One, Away from Her - Lontano da lei
- Antonella Giannini in Deadly Appearances, Slasher
- Cristina Boraschi in Il sesto giorno, Departure
- Gilberta Crispino in 8 amici da salvare
- Ludovica Modugno in Un medico, un uomo
- Stefanella Marrama in A Gillian, per il suo compleanno
- Cinzia De Carolis in The Covenant
- Roberta Pellini in Il risveglio delle tenebre
- Mirta Pepe in Titans
- Isabella Pasanisi in L'estate dei segreti perduti